# José Patriota
José Coimbra Patriota Filho (Tabira, 9 de outubro de 1960 — Recife, 17 de setembro de 2024), foi um assistente social e político brasileiro. Foi deputado estadual de Pernambuco pelo PSB.

## Biografia
José Patriota já exerceu o cargo de prefeito da cidade de Afogados da Ingazeira em Pernambuco por dois mandatos consecutivos 2013 a 2016 / 2017 a 2020. Em 2022, foi eleito para o mandato de Deputado estadual com 43 586 votos.

## Doença e morte
José Patriota morreu na manhã do dia 17 de setembro de 2024, ele enfrentava um tratamento contra um câncer de fígado desde 2018.